# Tjärby kyrka
Tjärby kyrka är en kyrkobyggnad i Tjärby i Göteborgs stift. Den är församlingskyrka i Veinge-Tjärby församling. Mot norr, söder och öster omges kyrkan av en kyrkogård. Öster om kyrkan finns ett mindre bårhus uppfört i granit. Bakom kyrkan avtecknar sig gravfältet Örelids stenar med ett större antal resta stenar och gravhögar uppe på höjden.

## Medeltidskyrkan
På kyrkplatsen fanns tidigare en medeltida kyrka, möjligen från 1200-talet, vilken revs 1906. Medeltidskyrkan var murad i sten och tegel och bestod av ett rektangulärt långhus med ett smalare rakt kor i öster. I söder fanns ett murat vapenhus och i väster ett trätorn. Under medeltidens senare hälft blev kyrkan sannolikt förlängd åt väster. Kyrkorummet försågs med valv av gotisk typ. Medeltidskyrkan revs 1906, varvid ny kyrka uppfördes sannolikt på samma plats. Allt av antikvariskt värde togs om hand och placerades i nya kyrkan.

## Nuvarande kyrkobyggnad
Dagens kyrka uppfördes i natursten och tegel 1906-1907 efter ritningar av Erik Lallerstedt. Det är den enda i stiftet som är uppförd i konsekvent jugendstil. Kyrkan består av ett rektangulärt långhus, ett smalare, rakt avslutat kor med en sakristia utbyggd på norra sidan samt västtorn. Huvudingången ligger i tornet och ännu en ingång finns i sakristian mot norr. Fasaderna är gråputsade med en hög rusticerad stensockel och murarna stöds av strävpelare. Upp till entrén leder monumentala stentrappor. Fönster och portaler framhävs av grå sten och rött glaserat tegel. Det skifferklädda sadeltaket har en brant lutning. Interiören har kvar läktare, bänkinredning och altarring i mörkbetsat trä från byggnadstiden. För en ombyggnad 1935 svarade Harald Wadsjö. Vid en restaurering 1972 fick interiören vitmålade väggar och tak.

## Exteriörbilder

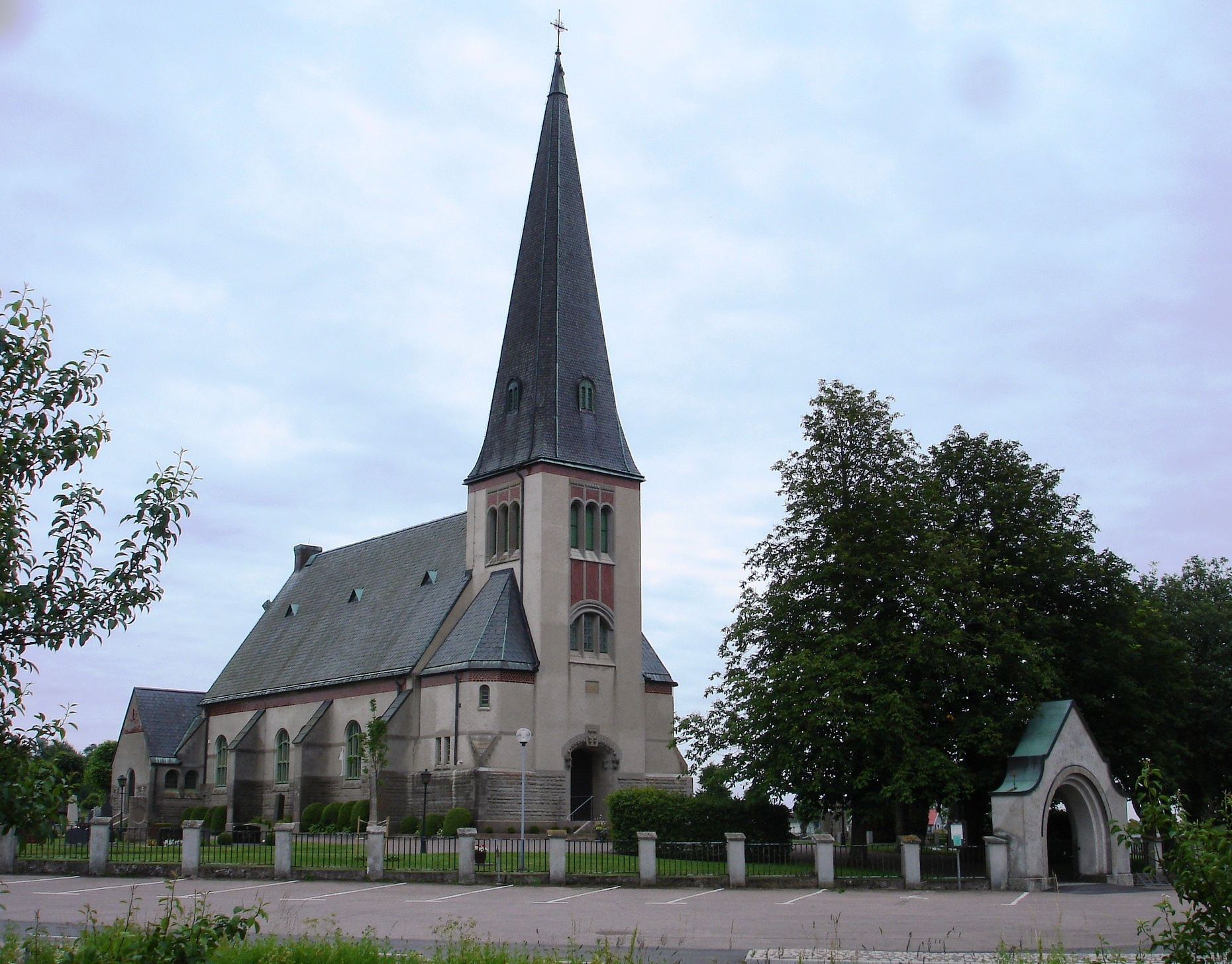
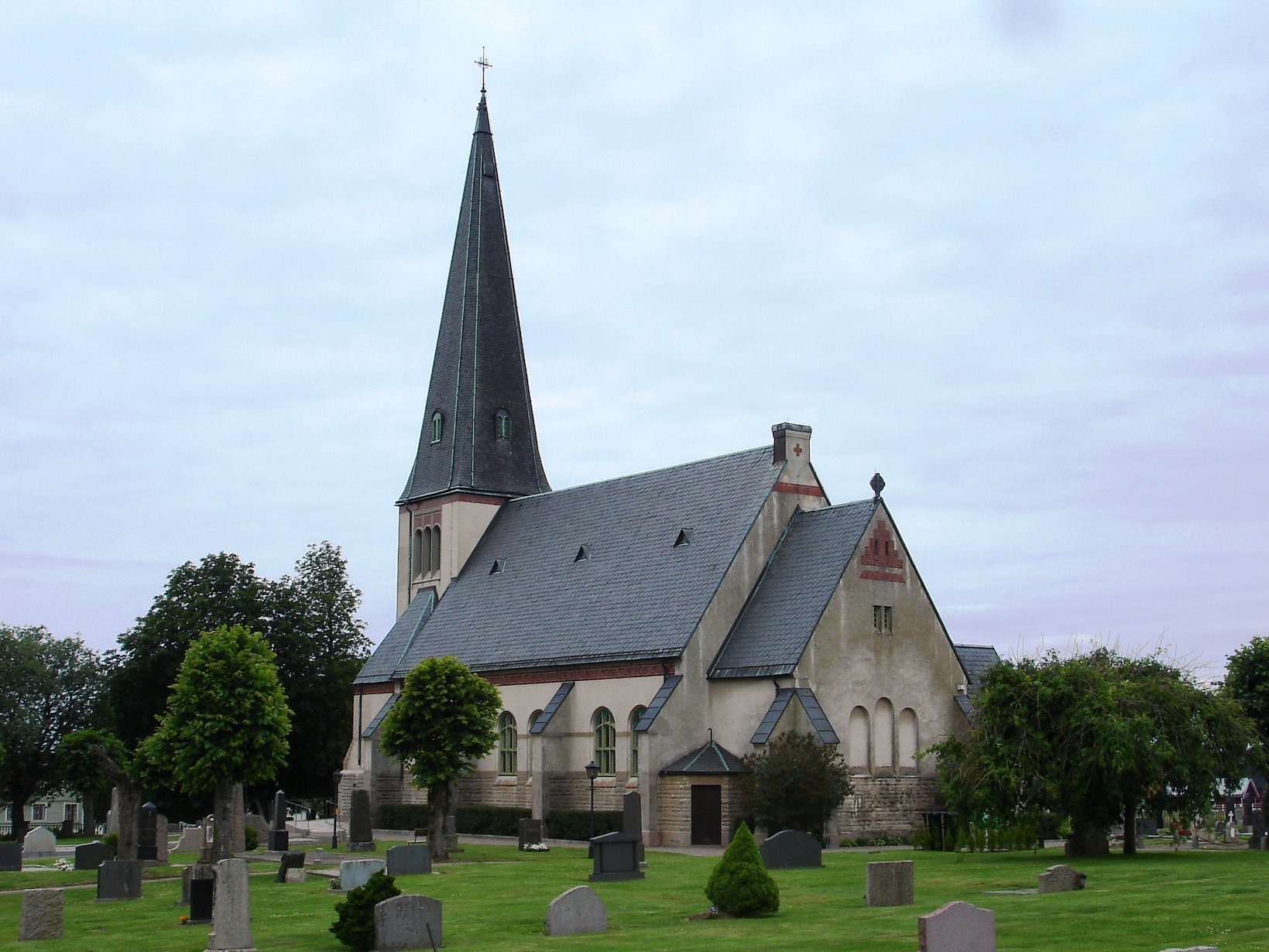
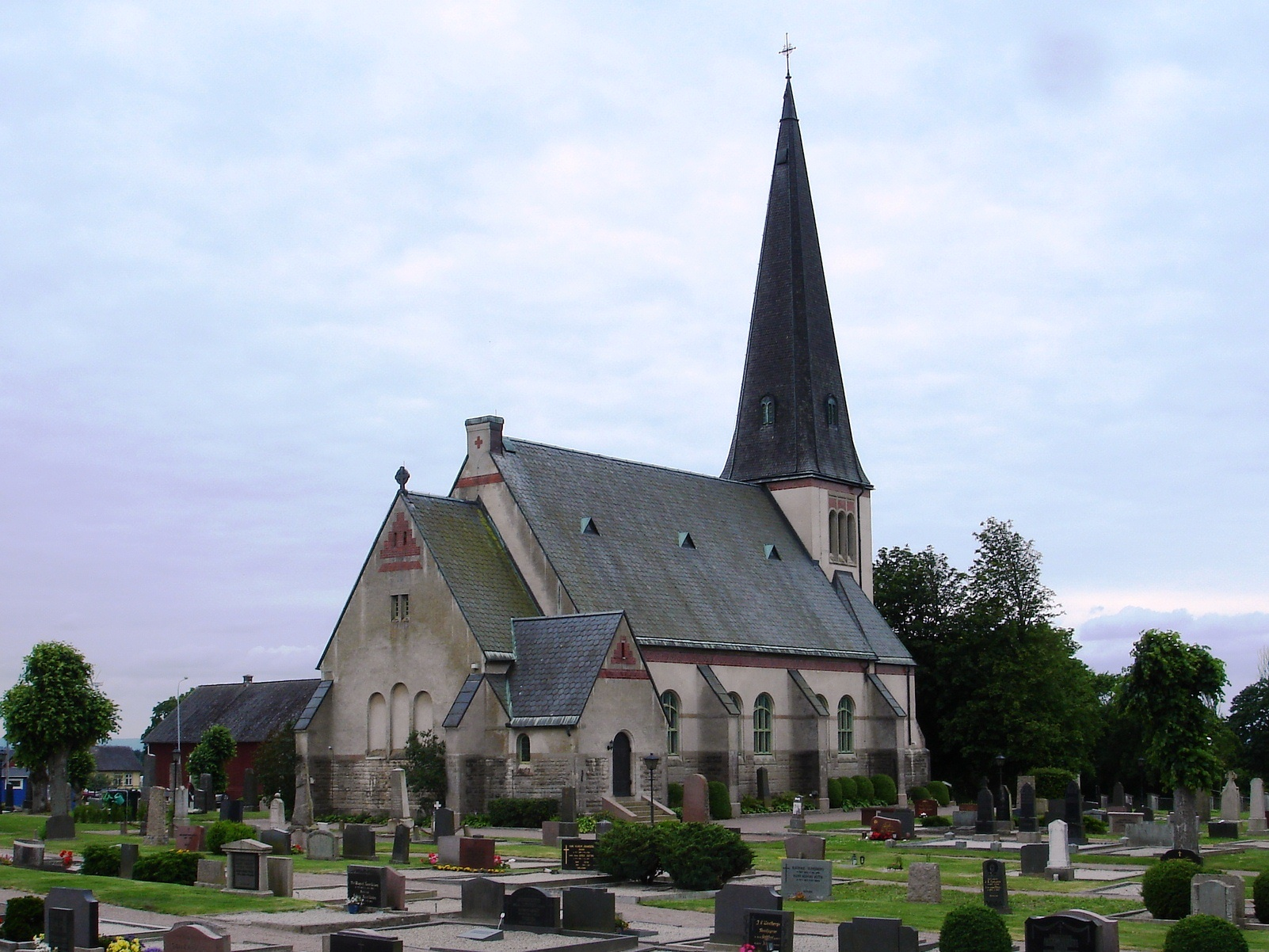
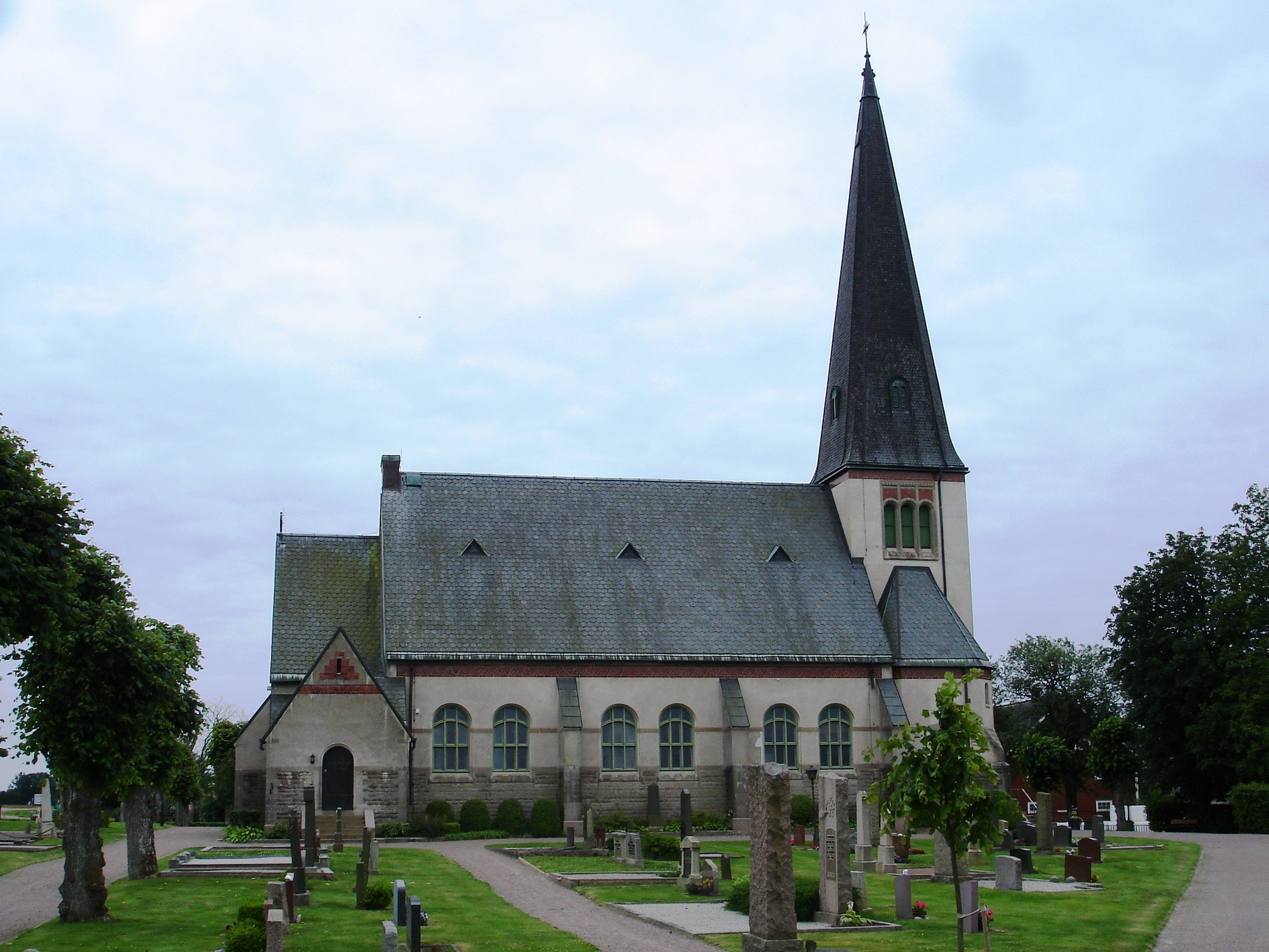

## Inventarier
I kyrkan finns äldre inventarier som altartavla, predikstol och dopfunt som härrör från den medeltida kyrkan.

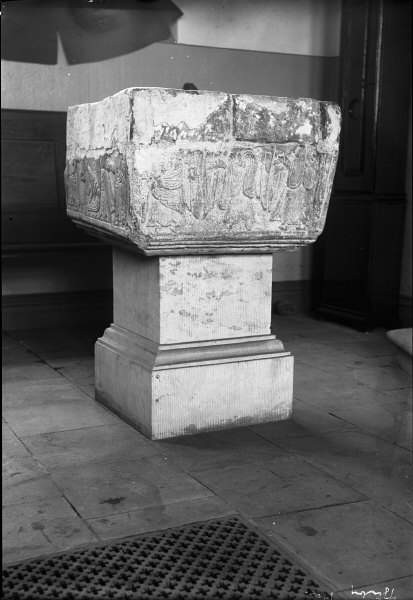
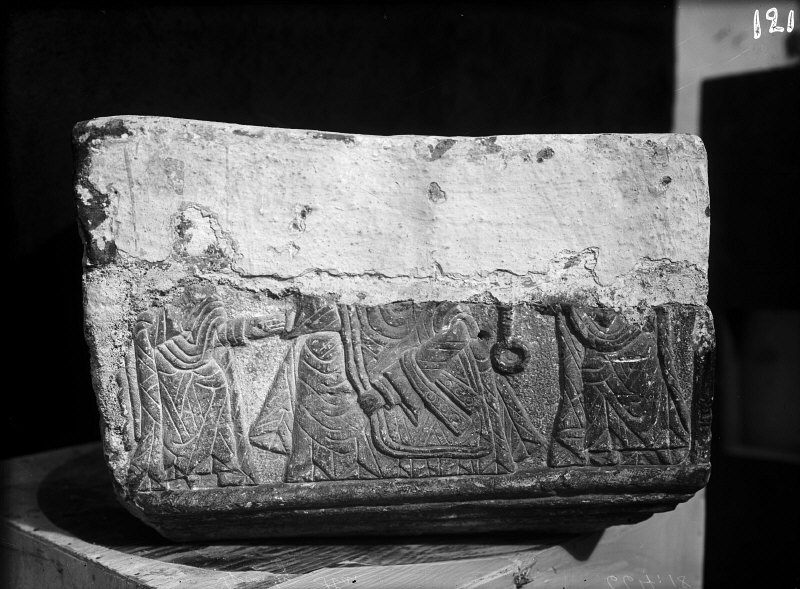
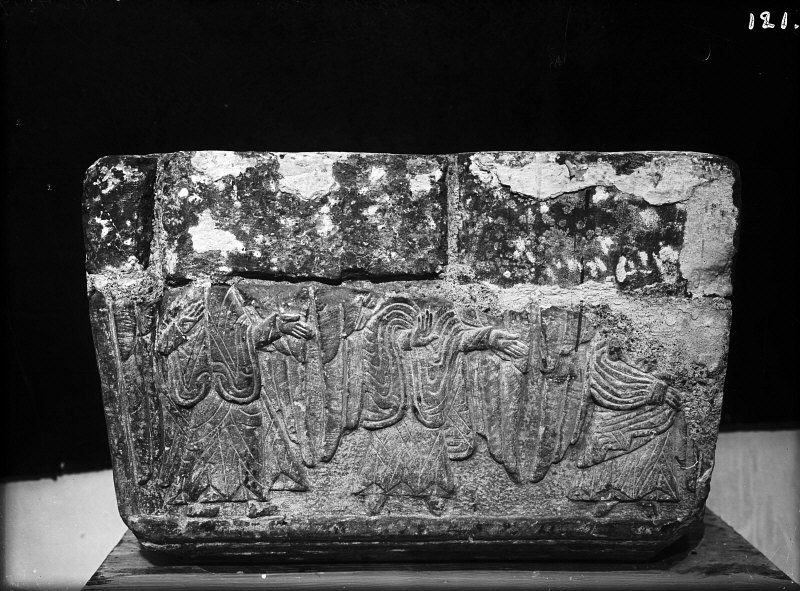
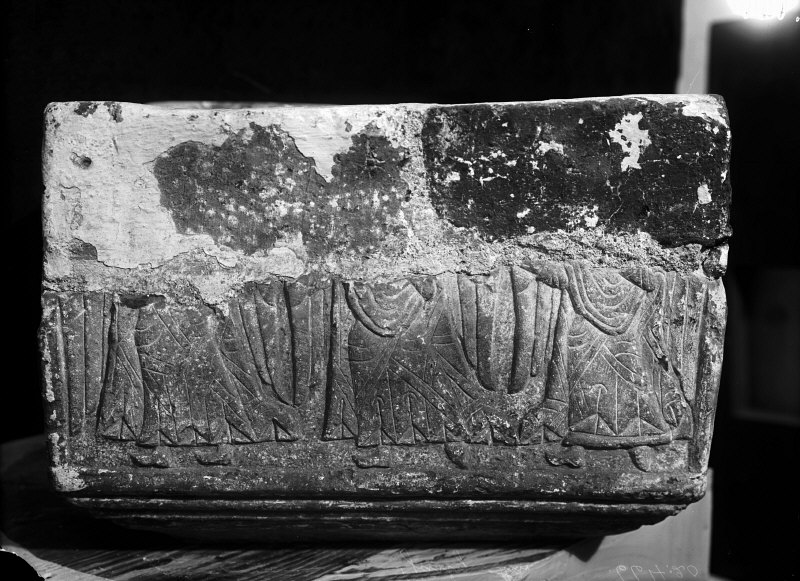
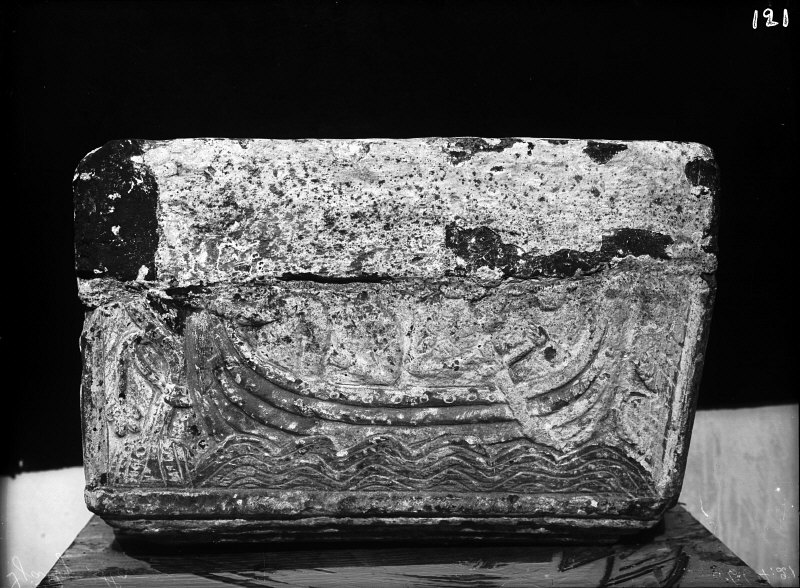

- Dopfunten i sandsten är unik och en av Hallands märkligaste, daterad till andra delen av 1100-talet. Man tror att den är utförd av någon i England skolad stenmästare. Idag återstår endast en fyrkantig cuppa, fast hela överdelen är avlägsnad. Största höjden är 25 cm. Funten är huggen i sandsten och har figurdekorerade sidor i relief. Den förlorade överdelen ersattes 1937 med cement.[1]
- Predikstol skuren i ek från 1590-talet med skulpturer av de fyra evangelisterna.
- Altaruppsats utförd i ek antagligen samtida med predikstolen.
- Triumfkrucifix från 1400-talets mitt eller dess senare del[2]. Korset hänger högt upp i valvbågen mellan kor och långhus.
- Järnbeslagen dörr från 1400-talet som hörde till gamla kyrkans vapenhus.
- Lillklockan (som tidigare var den större av de två som fanns tidigare) omgöts 1747 av Andreas Wetterholtz, Malmö, och storklockan (som ersatte den mindre av de två som fanns tidigare) göts 1906 av Bergholtz klockgjuteri. Båda har inskription. En tidigare lillklocka som fanns, hade en dålig klang av tidens tand. Den var gjuten av klockgjutare Jens Jensen 1627.[3]

### Orgel
- 1939 byggde Johan Nikolaus Söderling, Göteborg en orgel med 5 stämmor.
- 1907 byggde Eskil Lundén, Göteborg en orgel med 9 stämmor.
- Den nuvarande mekaniska orgeln tillverkades 1963/1965 av Frederiksborg Orgelbyggeri. Den har fjorton stämmor fördelade på två manualer och pedal. Den renoverades och omintonerades 1993 och har reparerats flera gånger på 2000-talet.[4]

| Huvudverk I  | Öververk II   | Pedal            | Koppel |
| Rørfløjte 8´ | Gedakt 8´     | Subbas 16´       | I/P    |
| Principal 4´ | Kobbelfløjte´ | Oktavbas 8´      | II/P   |
| Hulfløjte 4´ | Principal 2´  | Koralbas 4´ + 2' | II/I   |
| Gemshorn 2´  | Scharf II     | Dulcian 16'      |        |
| Mixtur III   |               |                  |        |
| Skalmeja 8'  |               |                  |        |

- Tore Johansson, red (1988). Inventarium över svenska orglar: 1988:III, Göteborgs stift. Tostared: Förlag Svenska orglar. Libris 4108784